# Ultimo carico
Ultimo carico è un film italiano del 2010 diretto da Giuseppe Ferlito.

## Trama
Dopo aver fatto sempre quello che volevano gli altri, un professore ottantenne decide di dare una svolta alla sua vita e di seguire il proprio istinto. Allontanandosi da una famiglia chiassosa, verrà ricercato da un figlio preoccupato e ossessionato da insolubili problemi, da carabinieri sconcertati e da malviventi disorganizzati. Nel corso di questa avventura il protagonista andrà incontro a una serie di episodi imprevedibili e non sempre piacevoli.